# ادوارد گوت
ادوارد گوت (انگلیسی: Edward Gott; ۴ مهٔ ۱۸۷۶ – تاریخ ورودی نامعتبر است) بازیکن فوتبال اهل بریتانیا بود.
از باشگاه‌هایی که در آن بازی کرده‌است می‌توان به باشگاه فوتبال برادفورد سیتی اشاره کرد.